# 栀子皮属
栀子皮属（学名：Itoa）是大风子科下的一个属，为乔木植物。该属共有2种，分布于马来西亚。